# Офиолитовый комплекс Семаил
Офиолитовый комплекс Семаил расположен в пределах Оманских гор на территории Омана и Объединенных Арабских Эмиратов. 
Нижнюю часть разреза слагают автохтонные метаморфические породы фундамента палеозойского, и, возможно  докембрийского возраста, перекрытые толщей мелководных карбонатных отложений шельфа пермско-раннемелового возраста. Офиолиты слагают надвинутую на автохтон в позднемеловое время пластину ультраосновных и основных пород. Ещё одна офиолитовая пластина сложена глубоководными кремнистыми сланцами и известняками (серия Хавасина). 
Надвигание офиолитов Семаил и серии Хавасина привело к образованию хаотических масс меланжа, подстилающего офиолиты и содержащего огромные экзотические глыбы пермских рифовых известняков.
Венчает разрез Оманских гор мощная толща морских мелководных известняков, возраст которых меняется от середины мела до палеогена. Таким образом, надвигание офиолитов Семаил отвечает по времени эпохе замыкания палеоокеанического бассейна Тетис в позднем мелу.
Упрощенно внутреннее строение офиолитового аллохтона представляется следующим образом (снизу вверх):
Перидотиты, объединяющие как тектонизированные, так и кумулятивные породы.
Габбро, включающее как полосчатые так и массивные разности, а также редкие жильные тела плагиогранитов.
Диабазовые дайки
Основные вулканиты
Офиолиты Семаил не образуют непрерывной пластины или покрова, а сложены обособленными телами пластинообразной формы. Наличие внутренних пологих надвигов привело к тектонической повторяемости фрагментов офиолитового разреза, а в некоторых случаях к их опрокидыванию.
Перидотиты, составляющие до 60% обнажений района Семаил подверглись интенсивной серпентинизации, иногда – тектоническому рассланцеванию, и, в настоящее время представляют собой очень темные, мягкие, рассыпчатые, трещиноватые  породы. Наиболее распространенными породами являются апогарцбургиты, состоявшие первоначально из оливина (60 – 80%), ортопироксена (10-15%) и акцессорного хромита. Среди гарцбургитов залегают обособленные линзы дунитов, многие из которых содержат скопления хромита. Гарцбургиты и дуниты часто прорваны дайками ортопироксенитов, мощностью от 1см. до 1м.